# Марк Фейн
Марк Фейн (англ. Mark Fayne; нар. 15 травня 1987, Нашуа, США) — американський хокеїст, захисник. Виступає за «Нью-Джерсі Девілс» у Національній хокейній лізі.
Виступав за Провіденський коледж (NCAA), «Олбані Девілс» (АХЛ), «Нью-Джерсі Девілс».
В чемпіонатах НХЛ — 139 матчів (8+23), у турнірах Кубка Стенлі — 18 матчів (0+3).
У складі національної збірної США учасник чемпіонату світу 2011 (4 матчі, 0+1).